# Oenochroma vetustaria
Espèce
Oenochroma vetustaria est une espèce d'insectes lépidoptères (papillons) appartenant à la famille des Geometridae vivant en Tasmanie en Australie.

## Galerie

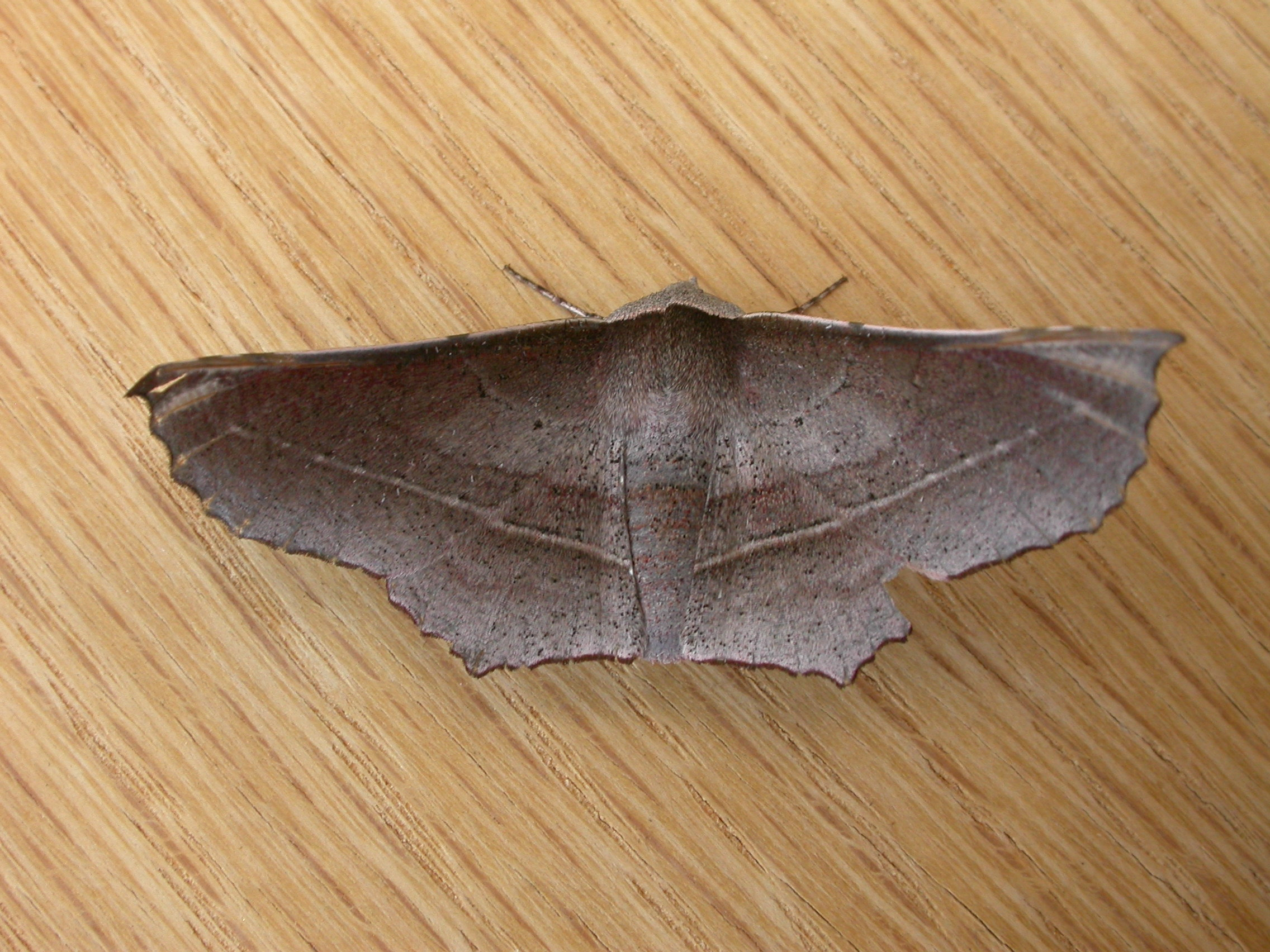